# Hàm Phú
Hàm Phú là một xã thuộc huyện Hàm Thuận Bắc, tỉnh Bình Thuận, Việt Nam.
Xã Hàm Phú có diện tích 110,73 km², dân số năm 1999 là 6931 người, mật độ dân số đạt 63 người/km².